# Michel Béchet
Pour les articles homonymes, voir Bechet (homonymie).
Michel Béchet est un coureur cycliste français, né le 8 juillet 1941 à Theuville-aux-Maillots en Seine-Maritime et mort le 20 février 2019 à Senneville-sur-Fécamp. Michel Béchet est sociétaire de l'ACBB Paris. En 1963, il est champion du monde des 100 km contre-la-montre par équipes avec l'équipe de France.

## Biographie
Michel Béchet fait ses débuts cyclistes dans la catégorie des cadets au Vélo Club de Fécamp en 1956. En 1959, il quitte ce club normand et rejoint un des clubs cyclistes les plus importants de la Région parisienne, l'ACBB (Athletic Club de Boulogne-Billancourt). Athlétique en effet, il réussit ses meilleures performances dans les épreuves disputées contre-la-montre, que ce soit en course individuelle (deux fois vainqueur du Grand Prix de France) ou en courses par équipes. C'est dans cette dernière spécialité qu'il participe au succès du quatuor français au Championnat du monde contre-la-montre par équipes en 1963, à Herentals (Belgique). Parmi ses trois coéquipiers, deux ont participé l'année précédente avec lui à ces mêmes championnats du monde, où ils s'étaient classés 6e : 
- le coureur normand Dominique Motte, né le 22 septembre 1939 à Bois-Guillaume, licencié à l'AC Sotteville, club avec lequel il est champion de France des sociétés en 1958,  et 1962.
- un autre coureur normand, Marcel Bidault, né le 11 mai 1938 à Bois-Guillaume, licencié également à l'AC Sotteville, club mythique des années 1950-1960 puisqu'il fut celui de Jacques Anquetil, de Jean Jourden, champion du monde amateurs 1961, et de Francis Bazire, vice-champion du monde amateurs 1963, sous la direction d'un entraîneur hors pair en la personne d'André Boucher. Marcel Bidault, cousin de Jacques Anquetil est champion de France des sociétés en 1961 et 1962.
- le quatrième homme est Georges Chappe, né le 5 mai 1944 à Marseille, qui passé professionnel, a été un des équipiers de Raymond Poulidor.

L'équipe de France parcourt les 97,800 km de la course à la moyenne horaire de 47,229 km. Elle devance l'équipe d'Italie, championne sortante, de 37 secondes, l'URSS de 38 secondes, le Danemark de 2 minutes et 3 secondes, la Pologne de 2 minutes 19 secondes, la Suède de 3 minutes 27 secondes, etc. C'est le seul succès français enregistré dans cette épreuve des Championnats du monde cyclistes. 
Michel Béchet semble promis à une belle carrière cycliste. Mais une grave chute le 26 août 1963 lors d'une course à Montceau-les-Mines lui vaut 10 jours de coma et stoppe de fait sa progression.

## Palmarès
- 1959
  - Grand Prix de France
- 1960
  - Champion d'Île-de-France du contre-la-montre par équipes
- 1962
  -  Champion de France de poursuite par équipes amateurs
  - Grand Prix de France
  - Critérium des vainqueurs de l'Ile-de-France
  - 2e du championnat de France amateurs sur route
  - 3e de Paris-Dreux
  - 3e du championnat de France des sociétés
  - 6e du championnat du monde des 100 km contre-la-montre par équipes
- 1963
  -  Champion du monde des 100 km contre-la-montre par équipes avec l'équipe de France (Marcel Bidault, Georges Chappe et Dominique Motte)
  -  Champion de France des sociétés (amateurs par équipes) avec l'AC Boulogne-Billancourt (Jean Arze, Michel Bocquillon, Alain Vera et Christian Cuch)
  -  Médaillé d'or de la course en ligne des Jeux de l'Amitié
  - Paris-Barentin
  - 2e étape du Tour d'Anjou (contre-la-montre)
  - 1re étape de la Route de France (contre-la-montre)
  - 5e étape du Grand Prix de l'Économique
  - Challenge de Précigné :
    - Classement général
    - Contre-la-montre

  - 2e du Circuit de la Sarthe